# Psychotria exannulata
Psychotria exannulata är en måreväxtart som beskrevs av Johannes Müller Argoviensis. Psychotria exannulata ingår i släktet Psychotria och familjen måreväxter. Inga underarter finns listade i Catalogue of Life.